# 新城まゆみ
新城 まゆみ（しんじょう まゆみ）とは、元宝塚歌劇団男役（星組副組長）。兵庫県尼崎市出身。尼崎市立尼崎東高等学校出身。宝塚歌劇団時代の愛称はカメ。日本舞踊・花柳楽鳳。

## 略歴
- 1966年に宝塚音楽学校に入学し、1968年に卒業。同年、宝塚歌劇団に入団し、54期生として、花組公演『マイ・アイドル[1]』で初舞台を踏む。入団時の成績は59人中24位[1]。
- 1969年7月7日[1]、花組配属[2]。
- 1979年3月、星組に組替え[3]。
- 1981年4月、花組に組替え[3]。
- 1983年3月、星組に組替え[4]。
- 1983年から宝塚退団の年まで星組副組長を務める。
- 1986年7月31日付[1]で宝塚歌劇団を退団。

## 宝塚歌劇団時代の主な舞台
※『歌劇』1986年7月号（宝塚歌劇団）の p.96 - 98を参照にした。

### 第1次花組時代
- 『マイ・アイドル』（花組公演）（1968年4月）＊初舞台
- 『花は散る散る』新人公演：則光 役（本役：薫邦子）（1971年6月）
- 『炎の天草灘』新人公演：山田右衛門作 役（本役：薫邦子）（1972年9月）
- 『新・花のかげろう』第一回新人公演：頼光 役（本役：松あきら）、第二回新人公演：頼信 役（本役：瀬戸内美八）（1973年5月）
- 『この恋は雲の涯まで』亀井六郎（1973年8月）
- 『虞美人』子期 役 ＊努力賞受賞（1974年5月）
- 『虞美人』新人公演：劉邦 役（本役：瀬戸内美八）（1974年7月、東京）
- 『ベルサイユのばらⅡ』ジェローデル 役、新人公演：フェルゼン 役（本役：松あきら） ＊努力賞受賞（1975年7月 - 8月）
- 『うつしよ紅葉』織田信行 役／『ノバ・ボサ・ノバ』ボールソ 役（1976年8月 - 9月）
- 『宝舞抄』黒ばらの若衆 役／『ザ・レビュー』トリオの男 役（1977年8月 - 9月）
- 『風と共に去りぬ』北軍の中尉 役（1978年2月 - 3月）
- 『風と共に去りぬ』第二回新人公演：レット・バトラー 役（本役：麻月鞠緒 役）（1978年7月、東京）

### 第1次星組時代
- 『アップル・ツリー』（1979年5月 - 6月、宝塚バウホール）
- 『アンタレスの星』ヴィルフォール検事総長 役／『薔薇パニック』（1979年9月 - 11月）
- 『響け!わが歌』斉藤千千（1980年8月 - 9月）
- 『小さな花がひらいた』大六 役（1981年2月 - 3月）

### 第2次花組時代
- 『暁のロンバルディア』クレマン 役（1981年6月、宝塚バウホール）
- 『友よこの胸に熱き涙を』オットー 役（1981年7月、東京）
- 『エストレリータ』ラザール 役／『ジュエリー・メルヘン』プロデューサー 役（1981年10月 - 11月）
- 『アルカディアよ永遠に』カイゼル・クローンS 役（1982年3月 - 5月）
- 『イブにスローダンスを』ジェームス 役（1982年6月、宝塚バウホール）
- 『夜明けの序曲』仁田鶴吉 役（1982年8月 - 9月）
- 東南アジア公演に参加（1982年12月）
- 『霧深きエルベのほとり』フックス（1983年2月 - 3月）

### 第2次星組時代
- 『ロンリー・ハート』バード 役（1983年8月 - 9月）
- 『アルジェの男』ジャック（1983年11月、東京）
- 『祝いまんだら』／『プラス・ワン』（1984年1月 - 2月）
- 『我が愛は山の彼方に』エルチ 役（1984年6月 - 8月）
- 『哀しみのコルドバ』ロメロ 役（1985年2月 - 3月）
- 『我が愛は山の彼方に』国王ブルテ 役（1985年4月 - 5月、地方）
- 『西海に花散れど』平維盛 役／『ザ・レビューⅢ』（1985年8月 - 9月）
- 『パペット』ジェイ 役（1986年2月）
- 『レビュー交響楽』セレモニーの男 役（1986年3月 - 5月）